# Anouar Benhadi
Anouar Benhadi, communément appelé Anouar B. ou surnommé Popeye, né en 1980 à Amsterdam (Pays-Bas), est un criminel néerlandais condamné à la prison à perpétuité, opérant pour l'organisation de Gwenette Martha dans la Mocro Maffia.
Muni d'armes militaires, il se rend à Amsterdam et commet une fusillade le 29 décembre 2012, faisant état de deux morts, il prend la fuite et tente d'abattre deux motards de police à la kalachnikov en tirant en rafale contre les poursuiveurs.
Grâce à des messages PGP déchiffrés par l'Institut Néerlandais Forensisch, la justice parvient à identifier Anouar Benhadi et Adil Abouchdak. Le 19 mars 2013, soit trois jours après l'assassinat de Rida Bennajem à Amsterdam, la police arrête Anouar Benhadi. Il est directement transféré dans la prison de Vught aux Pays-Bas, la plus sécurisée du pays. Le 20 mars 2020, il encourt une peine de prison à perpétuité.
Son frère, Ali Benhadi, recherché par Interpol après s'être évadé de prison aux Pays-Bas, actif en tant que trafiquant d'armes de grande envergure, est également arrêté le 27 juillet 2015 à Algésiras en Espagne avant l'embarcation en voiture vers le Maroc.

## Biographie

### Enfance
Anouar Benhadi naît à Amsterdam dans une famille marocaine.

### Mocro-oorlog
Anouar Benhadi est un trafiquant de drogue actif dans le réseau de Gwenette Martha. Trafiquant de drogue, il veut gravir les échelons en 2012 et se lance dans les tueries. Dans l'organisation, Najeb Bouhbouh est récemment abattu par un individu membre de Benaouf, à Anvers. 
- Le 29 décembre 2012, voulant venger Gwenette Martha, il se rend dans le quartier Staatsliedenbuurt et abat Youssef Lkhorf et Saïd El Yazidi. La cible principale était Benaouf Adaoui. Lorsqu'il prend la fuite, la ville d'Amsterdam est en quarantaine lorsqu'il tire en rafale contre les motos de police qui le poursuivent. Les deux motards de police finiront à l'hôpital, blessés par balles. Malgré une telle violence, il parvient à prendre la fuite[4].

Cet événement tragique est l'un des plus connus aux Pays-Bas, qui va lancer la mafia marocaine dans une guerre sanglante entre l'organisation de Benaouf et celle de Gwenette Martha.

### Arrestation et condamnation
Le 19 mars 2013, il est arrêté à Amsterdam, soit, trois jours après l'assassinat de Rida Bennajem dans la même ville. Quelques mois plus tard, Benaouf, son principal cible dans la fusillade de Staatliedenbuut est également arrêté. Au tribunal, Benaouf accuse Poppeye, alias Anouar Benhadi d'être derrière plusieurs assassinats, dont celui de ses deux membres Saïd El Yazidi et Youssef Lkhorf le 27 décembre 2012 à Amsterdam. Il déclare également que Anouar Benhadi se trouvait au bord d'une Audi.
Le 20 mars 2020, sa sentence est connue. Il est condamné à perpétuité dans la prison de Vught pour double assassinat, tentative d'assassinat sur Benaouf et tentative de double assassinats sur agents de police.

## Polémiques

### Altercations au tribunal
Le 10 octobre 2018, Benaouf et Anouar Benhadi sont convoqués dans le même tribunal à Schiphol. Les deux hommes entrent dans une altercation. Les deux hommes assassinés : Saïd El Yazidi et Youssef Lkhorf n'avait pas de réel rôle dans l'organisation de Benaouf. Ce dernier s'explique devant Anouar Benhadi au tribunal : "Ils essayent de m'avoir avec des fausses déclarations. Je ne rentre pas dans ton jeu. J'assume tout jusqu'au bout, tout ceci, rien que pour la famille de ces deux hommes assassinés."
Pendant que Benaouf répond aux questions de l'avocate Inez Weski sur l'affaire criminelle, Anouar Benhadi ironise en insultant la famille de Benaouf. Lorsque les deux en viennent aux mains, la sécurité intervient et Anouar Benhadi est expulsé de la salle.
Dans une deuxième convocation des deux criminels, une altercation éclate une seconde fois entre les deux hommes.

### Accusations en prison
Le criminel croate Goran K. a révélé que Anouar B. lui aurait proposé deux tonnes en échange d'une fausse déclaration, permettant à Anouar B. de sortir de prison. Le criminel croate enverra des lettres et une carte à Benaouf où est-ce qu'il explique ce que Anouar Benhadi aurait tenté de faire. Les lettres ont été interceptés à l'Extra Beveiligde Inrichting (EBI) à Vught.

### Ouvrages
Cette bibliographie est indicative.
- (nl) Wouter Laumans et Marijn Schrijver, Mocro Maffia, Amsterdam, Lebowskipublishers, 2015, 256 p. (ISBN 9789048828036, lire en ligne)
- (nl) Wouter Laumans et Marijn Schrijver, Wraak, Amsterdam, Lebowski, 2019, 224 p. (ISBN 9789048836215)

### Documentaires et reportages
- [vidéo] Formele verdachte Staatsliedenbuurt Liquidaties, Opsporing Verzocht, 2013
- [vidéo] Anouar B. 'Ik was niet in de Staatsliedenbuurt, AT5, 2013
- [vidéo] OM eist opnieuw levenslang voor liquidaties Staatsliedenbuurt, AT5, 2018